# Аллен, Лори
Ло́ри А́ллен (англ. Laurie Allen) — канадская кёрлингистка.
Играла в основном на позиции третьего.
В составе женской сборной Канады бронзовый призёр чемпионата мира среди женщин (1992). Чемпион (1992) и серебряный призёр (1989) чемпионата Канады среди женщин.

## Достижения
- Чемпионат мира по кёрлингу среди женщин: бронза (1992).
- Чемпионат Канады по кёрлингу среди женщин: золото (1992), серебро (1989).

- Приз имени Мардж Митчелл за спортивное мастерство (вручается на чемпионате Канады среди женщин): 1993[2].

## Команды
| Сезон   | Четвёртый       | Третий        | Второй           | Первый          | Запасной    | Турниры             |
| ------- | --------------- | ------------- | ---------------- | --------------- | ----------- | ------------------- |
| 1988—89 | Крис Мор        | Karen Purdy   | Lori Zeller      | Kristen Kuruluk | Лори Аллен  | STOH 1989           |
| 1989—90 | Janet Harvey    | Jennifer Ryan | Janine Sigurdson | Kim Overton     | Лори Аллен  | STOH 1990 (8 место) |
| 1991—92 | Конни Лалибёрте | Лори Аллен    | Кэти Готье       | Джанет Арнотт   |             | ЧК 1992 · ЧМ 1992   |
| 1992—93 | Конни Лалибёрте | Лори Аллен    | Кэти Готье       | Джанет Арнотт   | Коринн Уэбб | ЧК 1993 (5 место)   |

(скипы выделены полужирным шрифтом)